# Dark Storm Festival
Das Dark Storm Festival ist ein Musikfestival der Schwarzen Szene, das seit 1997 jährlich zwischen den Jahren stattfindet, seit 2004 fest am 25. Dezember in der Stadthalle Chemnitz. Das Festival bietet einen Querschnitt durch die verschiedenen Musikstile der Szene, aufgeteilt auf Nebenbühne (mit dem Schwerpunkt auf Elektronische Tanzmusik und Electro) und Hauptbühne. Vereinzelt werden zudem Acts aus dem Bereich des Metal gebucht.

## Geschichte
Das erste Dark Storm Festival fand am 25. Dezember 1997 im Huxleys Neue Welt in Berlin und am 26.12. im Kraftwerk Chemnitz statt. Bis 2008 wurde das Festival sporadisch an mehreren Orten veranstaltet, so fand es im Jahr 2000 an sechs aufeinanderfolgenden Tagen in sechs verschiedenen Städten statt, zwischen 2003 und 2007 gastierte es zudem in Berlin. Seit 2004 hat das Dark Storm Festival seine feste Heimat in Chemnitz gefunden, wo es seitdem am ersten Weihnachtsfeiertag in der Stadthalle stattfindet und laut Sprecherin der Stadthalle „mit Künstlern aus der Elektro-, Gothic- und Industrial-Szene (…) gerade zu Weihnachten einen ganz besonderen Höhepunkt“ bildet.

## Line-Ups

Unheilig auf der Hauptbühne des Dark Storm Festivals (2008)

### 1997–2001
- 1997: Das erste Dark Storm Festival fand am 25. Dezember in Berlin und am 26. Dezember in Chemnitz statt.

Crematory, Erblast, Front 242, La Floa Maldita, Sabotage Q.C.Q.C.?, Think About Mutation, Umbra et Imago
- 1998: Das Dark Storm Festival fand am 26. Dezember in Chemnitz statt.

Atrocity, Das Ich, Liv Kristine, Oomph!, The Eternal Afflict, The Gallery, Witt
- 1999: Das Dark Storm Festival fand am 25. Dezember in Chemnitz statt.

Accessory, Cat Rapes Dog, Goethes Erben, In Extremo, L’Âme Immortelle, Marita Schreck, Theatre of Tragedy
- 2000: Das Dark Storm Festival gastierte zwischen dem 25. und 30. Dezember der Reihe nach in folgenden Städten: Chemnitz, Lahr, Magdeburg, Herford, Berlin, Rostock.

And One, Hocico, Letzte Instanz, Phillipp Boa & The Voodooclub, Zeromancer
- 2001: Das Dark Storm Festival fand am 25. Dezember in Zwickau[3] und am 26. Dezember in Berlin statt.

Blutengel, Cyborg Attack, Dive, Evereye, Grendel, Haujobb, In Extremo, Monolith, Umbra et Imago

### 2002–2006
- 2002:  Das Dark Storm Festival fand am 25. Dezember in Chemnitz statt.

Dive, Letzte Instanz, Oomph!, Sonar, Umbra et Imago, Unheilig, XPQ21, Zeraphine
- 2003: Das Dark Storm Festival fand am 25. Dezember in Berlin und am 26. Dezember in Dresden statt.[4][5]

Blutengel, Bloodflowerz, Combichrist, Covenant, Gothminister, Punch Inc., [:SITD:], Subway to Sally, Winterkälte, Within Temptation
- 2004: Das Dark Storm Festival fand am 25. Dezember in Chemnitz[6] und am 26. Dezember in Berlin statt.

Agonoize, And One, Apoptygma Berzerk, Crematory, Das Ich, Davantage, Lacrimas Profundere, Project Pitchfork, Regicide, Terminal Choice, Undergod, Warren Suicide, Welle: Erdball
- 2005: Das Dark Storm Festival fand am 25. Dezember in Chemnitz[7] und am 26. Dezember in Berlin statt.

Agonoize, Garden of Delight feat. Lutherion, Goethes Erben, Hocico, Letzte Instanz, Limbogott, Silent Pain, Staubkind, To Avoid, VNV Nation, Zeraphine
- 2006: Das Dark Storm Festival fand am 25. Dezember in Chemnitz[8] und am 26. Dezember in Berlin statt.

Agonoize, Blutengel, Covenant, CyborgAttack, De/Vision, Diary of Dreams, Eminence of Darkness, Fabula Actatis, Implant, Raunacht, Solitary Experiments, Tanzwut, Welle: Erdball

### 2007–2011
- 2007: Das Dark Storm Festival fand zum letzten Mal an zwei Tagen, am 25. Dezember in Chemnitz[9] und am 26. Dezember in Berlin, statt.

Corvus Corax, Das Ich, Down Below, Emilie Autumn, Frozen Plasma, Project Pitchfork, [:SITD:], Suicidal Romance, Suicide Commando, VNV Nation
Seit 2008 findet das Dark Storm Festival jährlich am 25. Dezember in Chemnitz statt.
- 2008: Absolute Body Control, And One, Cephalgy, Crematory, Covenant, Diary of Dreams, Mono Inc., Painbastard, Rotersand, Tanzwut, Unheilig[10]
- 2009: Agonoize, ASP, Deviant UK, Eisbrecher, Eisheilig, Felsenreich, Front 242, Letzte Instanz, Project Pitchfork, Spetsnaz, Tyske Ludder[11]
- 2010: Accessory, And One, Blutengel, Bodystyler, Diary of Dreams, End of Green, In Strict Confidence, Leæther Strip, Rabia Sorda, Saltatio Mortis, Welle: Erdball[12]
- 2011: Agonoize, Dive, Letzte Instanz, Love Like Blood, Mono Inc., Project Pitchfork, Schwarzer Engel, [:SITD:], Steinkind, Tanzwut, VNV Nation[13]

### 2012-heute
- 2012: Aesthetic Perfection, And One, Covenant, Deine Lakaien, Diary of Dreams, Faderhead, Funker Vogt, Noisuf-X, Rabia Sorda, Roterfeld, Saltatio Mortis, Umbra et Imago[14]
- 2013: Agonoize, Blutengel, Cassandra Complex, Gothminister, Mono Inc., Patenbrigade: Wolff, Sad Dolls, Spetsnaz, Solar Fake, Staubkind, Tanzwut, VNV Nation[15]
- 2014: Dive, Grausame Töchter, Hocico, In Strict Confidence, Megaherz, Mono Inc., Ost+Front, Project Pitchfork, Rotersand, The Exploding Boy, Welle:Erdball[16]
- 2015: Eisbrecher, Goethes Erben, Welle:Erdball, Agonoize, Lord of the Lost, Beyond the Black, Tanzwut, Faderhead, Noisuf-X, Unzucht, Eisfabrik
- 2016: VNV Nation, Diary of Dreams, Combichrist, Suicide Commando, Joachim Witt, Das Ich, Rotersand, Patenbrigade:Wolff, The Sexorcist, Machinista, Heldmaschine, Accessory, Felsenreich
- 2017: Blutengel, Project Pitchfork, Leather Strip, Lord of the Lost, Hocico, Faderhead, Solar Fake, She Past Away, Grausame Töchter, Spetsnaz, Destin Fragile, Erdling, Palast
- 2018: Eisbrecher,  Covenant, Lebanon Hanover, Ash Code, Welle:Erdball, Goethes Erben, Agonoize, Eisfabrik, Funker Vogt
- 2019: And One,  Peter Heppner, Diary of Dreams, Solar Fake, [:SITD:], Das Ich, Tanzwut, Unzucht, Rabia Sorda, Ost+Front, Solitary Experiments, Massive Ego